# گیرمو سونلاین
گیرمو سونلاین (انگلیسی: Guillermo Söhnlein؛ زادهٔ ۱۸ مهٔ ۱۹۶۶) اهالی کسب‌وکار اهل آرژانتین است.